# Copa Intercontinental Centenario Sub-20
La Copa Intercontinental Centenario Sub-20  fue un torneo de fútbol realizado con carácter intercontinental y disputado en Perú, con el fin de premiar al mejor club del mundo en la categoría.

## Equipos
En Lima se jugaron seis campeonatos, donde jugaron grandes equipos de fama mundial como Ajax, São Paulo, Boca Juniors, Inter de Milán, Bayer Leverkusen, Chivas de Guadalajara, entre otros.
La competencia fue organizada por el Club Alianza Lima, y patrocinada por Backus & Johnston y Cable Mágico (ahora Movistar TV). Es el torneo predecesor de la categoría Sub-20 en América. 
Los 12 equipos participantes se dividieron en tres grupos de cuatro. Los tres primeros equipos de cada grupo y el mejor subcampeón se clasificaron para la fase final. Los dos ganadores de las semifinales jugaron la final y los perdedores jugaron por el tercer lugar.
Cada copa tenía el nombre de un exjugador leyenda del Club Alianza Lima.

## Ediciones
| 1996                | Atlas (1) México                 |              | Newell's Old Boys Argentina  |
| 1997                | América de Cali (1) Colombia     | 1-1 (5-4) DP | Deportivo Cali Colombia      |
| 1998                | Atlas (2) México                 |              | Alianza Lima Perú            |
| 1999                | Alianza Lima (1) Perú            |              | Atlético Nacional Colombia   |
| 2000 Víctor Benítez | São Paulo (1) Brasil             |              | Chivas de Guadalajara México |
| 2001                | Chivas de Guadalajara (1) México |              | Alianza Lima Perú            |

## Títulos por equipo
| Equipos                      | Títulos | Campeonatos | Subcampeonatos |
| ---------------------------- | ------- | ----------- | -------------- |
| Atlas México                 | 2       | 1996, 1998. | -              |
| Alianza Lima Perú            | 1       | 1999.       | 1998 y 2001.   |
| Chivas de Guadalajara México | 1       | 2001.       | 2000.          |
| América de Cali Colombia     | 1       | 1997.       | -              |
| São Paulo Brasil             | 1       | 2000.       | -              |
| Newell's Old Boys Argentina  | 0       | -           | 1996.          |
| Deportivo Cali Colombia      | 0       | -           | 1997.          |
| Atlético Nacional Colombia   | 0       | -           | 1999.          |